# Saint-Avit (Landes)
Saint-Avit è un comune francese di 661 abitanti situato nel dipartimento delle Landes nella regione della Nuova Aquitania.

## Società

### Evoluzione demografica
Abitanti censiti